# Vomiting Corpses
Vomiting Corpses sind eine deutsche Death-Metal-Band aus dem ostfriesischen Emden. Sie spielen  Old-School-Death Metal.

## Geschichte
Die Band wurde 1988 von Frank Roman Spinka, Ali Loy und André Herzog in Emden gegründet. 1990 nahmen sie ein Demo mit dem Titel „The Call“ auf. 1992 entstand das zweite Demo „Cold Blood“ mit dem Line-Up: Kleen, Saliger, Spinka, Dormann. Kleen verließ die Band 1994 und Zorn übernahm seinen Posten. Anfang 1995 folgte die erste weltweit  veröffentlichte CD über Invasion Records, betitelt „Coma - the Spheres of Innocence“. Ende 1995 trennte sich die Band aus persönlichen Gründen und musikalischen Differenzen. Dormann gründete ANASARCA, während Spinka und Zorn die Formation FEARER ins Leben riefen.
Im Jahre 2007 trat Spinka mit einer neuen Band bei Reunion Shows auf, u. a. beim Ear-Terror-Festival in Emden. 2009 nahm die Band mit "Dark Blood" eine Single auf, 2010 folgte der nächste Split.
2019 formierte Spinka die Band komplett neu mit Norm (Ex-Warpath) am Schlagzeug und Schaper (Ex-Negator) an der zweiten Gitarre. Für Herbst 2024 wurde eine neue EP mit 5 Songs ("Reborn Abomination") angekündigt.

## Diskographie
- The Call (Demo) – 1990
- Cold Blood (Demo) – 1992
- Coma – The Spheres of Innocence – 1995